# Gochnatia sessilis
Gochnatia sessilis là một loài thực vật có hoa trong họ Cúc. Loài này được Alain mô tả khoa học đầu tiên năm 1971.